# NGC 3212
NGC 3212 (другие обозначения — UGC 5643, IRAS10232+8004, MCG 13-8-21, KCPG 237A, ZWG 350.54, VV 319, ZWG 351.23, NPM1G +80.0059, ARP 181, PGC 30813) — спиральная галактика с перемычкой (SBb) в созвездии Дракон.
Этот объект входит в число перечисленных в оригинальной редакции «Нового общего каталога».
Составляет с NGC 3215 взаимодействующую пару под названием Apr 181. Почти весь нейтральный водород смещён за пределы оптических дисков галактик из-за взаимодействия.